# Florian Hansch
Florian Hansch (* 22. August 1995 in Zschopau) ist ein deutscher Fußballspieler. Er kann offensiv wie defensiv variabel eingesetzt werden und spielt derzeit für den ZFC Meuselwitz.

## Karriere
Florian Hansch begann in seinem Heimatverein Eintracht Erdmannsdorf/Augustusburg und kam 2004 zum Chemnitzer FC. Hier durchlief er bis zur Saison 2013/14 die Nachwuchsabteilung und war in den Jugendmannschaften aktiv. Im März 2014 lief Hansch erstmals in der Oberliga für die zweite Mannschaft des Chemnitzer FC auf und kam bis zum Saisonende zu drei weiteren Einsätzen. Ab April 2014 stand Hansch im Profikader der Chemnitzer und bekam bis zum Saisonende zwei Drittligaeinsätze. Im Juni 2014 unterschrieb er einen bis 2017 laufenden Profivertrag mit Option auf ein weiteres Jahr. 2015 wurde Hansch bis 2016 an die FSV Budissa Bautzen ausgeliehen. In seiner letzten Saison 2017/18 beim Chemnitzer FC konnte Florian Hansch drei Treffer erzielen und 11 weitere Treffer vorbereiten.
Nach dem Abstieg des Chemnitzer FC in die Regionalliga Nordost gab Hansch Ende Mai 2018 bekannt, dass er die den Verein nach 14 Jahren Vereinszugehörigkeit ablösefrei verlassen werde. Daraufhin unterschrieb Hansch am 4. Juni 2018 einen Vertrag bis 2021 beim Zweitligisten SV Sandhausen. Sein Debüt gab er am 1. Spieltag der Saison 2018/19 bei der 1:3-Niederlage gegen Greuther Fürth.
Nach nur zwei weiteren Spielen in der Hinrunde wechselte er bis zum Ende der Rückrunde der Drittligasaison 2018/19 leihweise zum SV Wehen Wiesbaden, mit dem er in die 2. Bundesliga aufsteigen konnte.
Nach Ablauf des Leihvertrages mit dem SV Wehen kehrte Hansch im Sommer 2019 nicht nach Sandhausen zurück und wurde an den Halleschen FC weiterverliehen. Dort bestritt er 25 von 38 mögliche Ligaspiele, in denen er ein Tor schoss, sowie je ein Landespokal- und DFB-Pokalspiel. Nach Ablauf der Saison wurde die Ausleihe nicht verlängert, so dass Hansch zunächst in den Kader von Sandhausen zurückkehrte.
Ohne dass er dort in der neuen Saison eingesetzt wurde, wurde Anfang Oktober 2020 kurz vor Ende des wegen der COVID-19-Pandemie verlängerten Transferfensters die Auflösung seines Vertrages vereinbart. Nach vier Monaten in der Vereinslosigkeit unterzeichnete der Flügelspieler im Januar 2021 einen Vertrag beim Regionalligisten VfB Auerbach. Dort kam er aufgrund der infolge der Pandemie abgebrochenen Saison zu keinem Einsatz, trainierte dann zunächst beim FSV Zwickau und schloss sich Mitte August 2021, während der schon laufenden Saison, vor dem 5. Spieltag dem ZFC Meuselwitz an.

## Erfolge
SV Wehen Wiesbaden
- Aufstieg in die 2. Bundesliga: 2019